# Добрянка (пункт контролю)
52°4′31.6″ пн. ш. 31°10′31.5″ сх. д. / 52.075444° пн. ш. 31.175417° сх. д.
Добря́нка — пункт пропуску через державний кордон України на кордоні з Білоруссю.
Розташований у Чернігівській області, Ріпкинський район, поблизу однойменного селища міського типу. З білоруського боку знаходиться пункт пропуску «Поддобрянка» на трасі в напрямку Марковичів.
Вид пункту пропуску — автомобільний (вантажність до 3,5 тонн), пішохідний. Статус пункту пропуску — місцевий (час роботи з 8:00—20:00).
Характер перевезень — пасажирський.
Пункт пропуску «Добрянка» може здійснювати лише радіологічний, митний та прикордонний контроль.